# موسیقی شوشتری
موسیقی شوشتری یکی از موسیقی‌های نواحی ایران است که خاستگاه آن شهر شوشتر می‌باشد. موسیقی شوشتری شامل موسیقی مقامی (مقامات آوازی و رنگ‌ها و ترانه‌ها)، موسیقی شادی (آیین‌های عروسی و مولودی خوانی و …)، موسیقی اندوه (تعزیه، سوگ، مویه گری)، موسیقی مذهبی (نوحه‌ها و مراثی و …)، موسیقی کار و موسیقی درمانی است. نغمه‌ها (گوشه‌ها یا مقوم‌ها) در موسیقی شوشتری با نام ۲۴ مقوم شوشتری مصطلح شده و به همین نام در فهرست میراث معنوی سازمان میراث فرهنگی ثبت شده‌است. فراتر از آواز شوشتری (یا گوشه شوشتری در دستگاه همایون)، موسیقی شوشتر عموماً در دستگاه شور یا در مایه دشتی، دستگاه ردیف سنتی خوانده می‌شود.

## سازها
تار، نی‌جفته، تنبک، دف، داره (دایره)، سرنای کوچک و دهل از مرسوم‌ترین سازهای مورد استفاده در موسیقی شوشتری هستند.

## هنرمندان شاخص
خوانندگان و نوازندگان سرشناسی موسیقی مقامی شوشتر یا آواز شوشتری یا نغمه‌های شوشتری را خوانده یا نواخته‌اند. محمدرضا شجریان، حسین علیزاده، همایون شجریان، عبدالمحمد برجسته، حسن کسایی و عالیم قاسیموف (از خوانندگان جمهوری آذربایجان) از مشهورترین هنرمندانی هستند که موسیقی مقامی شوشتر یا آواز شوشتری یا نغمه‌های شوشتری را اجرا کرده‌اند.

## ثبت ملی
موسیقی محلی شوشتر (گوشه‌ها و نغمه‌ها) با نام ۲۴ مقوم شوشتری مصطلح بوده و در فهرست میراث معنوی سازمان میراث فرهنگی ثبت شده‌است. از جمله ردیف آوازی موسیقی ۲۴ مقوم شوشتر با شماره ثبت ۸۶۶، تصنیف‌ها و رنگ‌های ۲۴ مقوم شوشتر با شماره ثبت ۸۶۷، مولودی‌خوانی ۲۴ مقوم شوشتر باشماره ثبت ۸۶۸، ذکرخوانی و نوحه‌خوانی ۲۴ مقوم شوشتر با شماره ثبت ۸۶۹، موسیقی درمانی ۲۴ مقوم شوشتر با شماره ثبت ۸۷۰، موسیقی کار ۲۴ مقوم شوشتر با شماره ثبت ۸۷۱، لالایی‌های ۲۴ مقوم شوشتر با شماره ثبت ۸۷۲ و اذان ۲۴ مقوم شوشتر با شماره ثبت ۸۷۳ ثبت شده‌اند. این ثبت ملی طی جشنی ملی گرامی داشته شد.

## ماجرای ثبت اشتباه
در سال ۱۳۹۱ خبری مبنی بر ثبت موسیقی ۲۴ مقوم دزفول منتشر شد که باعث اعتراض هنرمندان جنوب کشور، نماینده شوشتر در مجلس و همچنین طرح شکایت فعالان موسیقی شوشتر در قوه قضاییه شد. در پی این اعتراضها سازمان میراث فرهنگی کشور به بررسی مجدد پرداخت و اعلام کرد موسیقی ۲۴ مقوم متعلق به شهر شوشتر است و حتی نام مقومها نام برخی محله‌های شوشتر می‌باشد. ثبت موسیقی شهری به نام شهر دیگر اتفاقی نادر در سازمان میراث فرهنگی بوده‌است. فردی به نام عبدالکریم پاکسیرت با حضور در منزل استادان موسیقی شوشتر به جمع‌آوری اسنادی در خصوص بیست و چهار مقوم این شهر تاریخی اقدام کرده ولی درنهایت این اسناد و مدارک را به نام موسیقی دزفول ارایه داده بود.
خبرگزاری میراث فرهنگی علت این ثبت اشتباه را بی دقتی کارشناسان اداره ثبت ملی آثار عنوان کرده‌است.
سازمان میراث فرهنگی به خاطر این اشتباه از هنرمندان خوزستان عذرخواهی نمود و این پرونده در نهایت با نام موسیقی ۲۴ مقوم شوشتر ثبت ملی شد.
این اشتباه باعث انتقاداتی به آتوسا مؤمنی مدیر کل وقت ثبت آثار ملی هنگام انتصاب به عنوان معاونت سازمان میراث فرهنگی گردید.

## نظر نویسندگان و صاحبنظران
محمدرضا لطفی اعتقاد دارد که: «مایه شوشتری به لحاظ گستردگی زیاد، در مناطق مختلف همچون لرستان، فارس، کرمانشاه و همدان تأثیرگذار بوده و به شیوه‌ای متفاوتی اجرا گردیده‌است و بسیاری از آهنگ‌های محلی آنان نیز در شوشتری اجرا شده‌است».
ایرج افشار سیستانی در کتاب خوزستان و تمدن دیرینه می‌نویسد: «شوشتر بر روی تمام دستگاه‌های موسیقی ایران آهنگ‌های محلی دارد و برای هرکدام از دستگاه‌های ایران یک ردیف محلی در شوشتر اجرا می‌شود، مایه شوشتری را اگر شوشتری‌ها بخوانند اصل آهنگ است، زیرا همان مایه شوشتری با اشعار محلی خوانده می‌شود و گیراتر است. بر هر دستگاه موسیقی ایران، شوشتر یک ردیف محلی موافق همان دستگاه را دارد، جز آذربایجان، به‌ویژه تبریز. گمان نمی‌رود در هیچ‌یک از شهرهای ایران روی دستگاه‌های موسیقی ایران این‌قدر ردیف محلی داشته باشند. در هر شهری تنها بر روی یک یا دو دستگاه از موسیقی ایران ردیف محلی دارند، یعنی آواز محلی را موافق یک یا دو دستگاه می‌خوانند، اما در شوشتر موافق همه دستگاه‌ها آهنگ محلی دارند. اغلب باغبان‌ها، بافنده‌ها، معمارها و بیشتر مردم در شوشتر، موسیقی را خوب می‌دانند و محلی خوب می‌خوانند».
کاظم پوره در کتاب هویت موسیقی شوشتر در مورد نغمه‌ها و ترانه‌های شوشتری می‌نویسد: «این ترانه‌ها از رنج و مشقت در کار، عشق و محبت و … حکایت می‌کند. درواقع هردو جنبهٔ احساسات انسانی یعنی شادی و غم را در برمی‌گیرند؛ اما غمی که در ترانه‌ها وجود دارد، ناشی از سرخوردگی و یاس نیست؛ بلکه نشانگر ناخوشنودی از وضعیت جامعه و تلاش برای دگرگونی و بهبود آن می‌باشد. ترانه‌ها در موسیقی شوشتر تصنعی نبوده و برگرفته از رنج و شادی، مراسم آیینی (چوویشی، اذان، قراء، تعزیه، ثنا و مناجات)، لالایی مادران و مشاغل (برزگری و باغبانی آسیابانی، جولهری، گلاب‌گیری، قرویی (خرمنگاه)، کلک‌رانی، بنایی و… .) که به آن موسیقی کار نیز می‌گویند».

## نام گوشه‌ها (مقوم‌ها)
گوشه‌های موسیقی شوشتری با نام ۲۴ مقوم شوشتری مصطلح و ثبت شده‌است. گوشه‌های (مقوم‌های) ثبت شده بیش از ۲۴ عدد هستند، اما به دلیل مصطلح بودن عدد ۲۴، به همان صورتی که در گویش شوشتری به کار می‌رود یعنی ۲۴ مقوم شوشتری ثبت شده‌اند. این گوشه‌ها (نغمه‌ها یا مقوم‌ها) به شرح زیر هستند:
۱- گوشه جولهری
اولین گوشه موسیقی شوشتر در درآمد ابوعطا است.
۲- گوشهٔ لالا
گوشهٔ لالا دومین گوشه‌ای است که در موسیقی شوشتر در دستگاه شور و ابوعطا اجرا می‌گردد.
- ضربی لالا
ضربی لالا دومین قطعهٔ ضربی است که در دستگاه شور و ابوعطا اجرا می‌گردد. گاه این ضربی برای گوشهٔ شکسته نیز اجرا می‌شود.
۳- گوشهٔ مهردشتی یا راسه
گوشهٔ مهردشتی سومین گوشه در دستگاه شور و ابوعطا است که در موسیقی شوشتر قرار دارد. (منتسب به راسته‌های بازار یا مقان مهردشت).
- قطعه ضربی راسه یا راساً یا مهردشتی
این قطعه شاد و مفرح است که بعد از خواندن آواز خواننده نواخته می‌گردد.
۴- گوشهٔ شکسته یا دشتستانی
گوشهٔ شکسته چهارمین گوشه‌ای است که در موسیقی شوشتر در شور و ابوعطا نواخته می‌شود.
۵- گوشهٔ درفیلی (Gušeh dorfeyli)
پنجمین گوشه‌ای است که در دستگاه شور و ابوعطا اجرا می‌گردد و بسیار دلنشین است.
- ضربی درفیلی
بعد از اجرای گوشه درفیلی نواخته می‌شود.
۶- گوشهٔ لیلی‌مجنون
گوشهٔ لیلی‌مجنون ششمین گوشهٔ موسیقی شوشتر است که در شور و ابوعطا نواخته می‌شود.
- ضربی لیلی‌مجنون
۷- گوشهٔ کمری
این گوشه، هفتمین گوشه از گوشه‌ها یا گنجینه‌های موسیقی شوشتر است که در شور و ابوعطا نواخته می‌گردد.
- ضربی کمری
۸- گوشهٔ شهنومه
این گوشه، هشتمین گوشهٔ موسیقی شوشتر است که در دستگاه شور و ابوعطا نواخته می‌شود که از قطعات حماسی می‌باشد و حالت روایی و نقالی دارد.
- ضربی شهنومه
۹- گوشهٔ برزگری
گوشهٔ برزگری به روایت پیروان استاد برجسته، در شور و ابوعطا نوشته شده‌است که هفتمین گوشه موسیقی شوشتر در شور و ابوعطا است.
۱۰- فایز تنگ سیری
دهمین گوشه از موسیقی شوشتر است که بعد از بیداد برزگری خوانده می‌شود.
۱۱- فایز شوشتری (مکوندی)
این فایز یازدهمین گوشه از موسیقی شوشتر است که بعد از بیداد برزگری خوانده می‌شود.
- ضربی فایزها
این قطعه ضربی برای همهٔ فایزها به کار برده می‌شود.
۱۲- فایز اسد، یا غربتی
این قطعه بسیار زیبا و شیوا است.
۱۳- گوشهٔ شلیل
سیزدهمین گوشه‌ای که در موسیقی شوشتر وجود دارد، شلیل نام دارد که اجرای آن، قدری مشکل‌تر است. شلیل به معنای بالابلند و در وصف یار خوانده می‌شود.
۱۴- چپونی فایز
چپونی فایز گوشه موسیقی شوشتر است که در شور و ابوعطا نواخته می‌گردد.
۱۵- گوشهٔ سرکلکی
این آواز سرکلکی است که آن را با قطعهٔ ضربی اجرا می‌کنند و بسیار شاد و مفرح است و شانزدهمین گوشه موسیقی شوشتر است.
- ضربی سرکلکی (محد خوانی)
این ضربی شاد نوعی از موسیقی کار و تلاش در موسیقی شوشتر محسوب می‌شود. سرعت قطعه نت سیاه نقطه‌دار ۱۸۰ می‌باشد. این قطعه دهمین گوشه از گوشه‌های موسیقی شوشتر است.
۱۶- سوزوگداز یا مارضایی
این گوشه که در غم از دست دادن عزیزان خوانده می‌شود.
۱۷- گوشهٔ گلوپزون
این گوشه بعد از گوشهٔ مؤلف بختیاری خوانده می‌شود و جزئی از موسیقی کار و تلاش شوشتر محسوب می‌گردد و دومین گوشه‌ای است که در موسیقی شوشتر در دستگاه همایون گوشهٔ شوشتری خوانده می‌شود.
۱۸- گوشه بحر کم
این گوشه بی شباهت به گوشه حجاز در ابوعطا نیست و از این گوشه کمتر یاد شده‌است. عده‌ای براین اعتقادند که این گوشه برگرفته از ردیف‌های موسیقی سنتی و ملی مان می‌باشد و عده ای دیگران را از موسیقی شوشتر جدا نمی‌دانند.
۱۹- گوشه منصوری
از دیگر گوشه‌های محلی شوشتر است که در همایون گوشه شوشتری اجرا می‌گردد. بسیاری به این گوشه شوشتری منصوری می‌گویند. گوشه لالایی و شه‌نومه هم در این مقام اجرا می‌گردند که چون در قبل به آن اشاره شد، به نام گوشه‌ای مجزا معرفی نشده‌است.
۲۰- گوشه باقر
ابتدا گوشه باقری یا یوسفی آنگاه گوشه کتراک و بعد از آن گوشه هزاره یا یارونی اجرا می‌گردد.
۲۱- گوشه یوسفی
این گوشه بی‌شباهت به کتراک نیست.
- ضربی یوسفی یا باقر
این قطعه نه‌چندان شاد را بعد از آواز گوشهٔ یوسفی می‌نوازند تا علاوه بر تنوع شنیداری به خواننده نیز استراحت صوتی داده باشند.
۲۲- گوشهٔ هزاره یا یارونی
این گوشه بعد از گوشه یوسفی خوانده می‌شود؛ که در دستگاه ماهور اجرا می‌گردد. گاه این قطعه را در بیات ترک می‌نوازند ولی اصل آن ماهوراست.
۲۳- کوهکی سرکوهکی بختک
این گوشه در دستگاه سه‌گاه گوشهٔ مویه آغاز می‌شود، سپس به مخالف سه‌گاه می‌رود. آن‌گاه به درآمد برمی‌گردد. عده‌ای آن را بختک و مخالف و عده‌ای دیگر بختک و محدخوانی می‌نامند. آنچه توسط نگارنده در دستگاه سه‌گاه نوشته شده‌است، در دو گوشه می‌باشد.
۲۴- مراسم آیینی سَبیل عطشان
دربارهٔ این گوشه دو روایت وجود دارد؛ بعضی بر این اعتقاداند که در بیات ترک اجرا می‌شود و عده‌ای دیگر آن را در دستگاه چهارگاه صحیح می‌دانند. سبیل در دستگاه چهارگاه روایت دوم موسیقی شوشتر می‌باشد. (در مراسم روضه‌خوانی، بین دو روضه کسی میان مردم می‌چرخد و در حال آب دادن به مردم این مقام را با صوتی خوش می‌خواند)
۲۵- مراسم آیینی چوویشی یا چاووشی
از دیگر مراسم‌های آیینی شوشتر چوویشی خوانی است؛ که به هنگام برگشت از زیارت، سقا با مشکی پر از آب از آن‌ها پذیرایی می‌کند.

### ترانه‌ها
۲۶- تصنیف و ترانه سر زِمین
این قطعه با سرعت ۶۶ و نت سیاه نقطه‌دار اجرا می‌گردد و اولین ترانه در شور و ابوعطا در موسیقی شوشتر است.
۲۷- ترانه عاشق‌کُش
از این ترانه روایتی است که اصل آن در نوا اجرا می‌شده ولی توسط استاد برجسته به دستگاه همایون گوشهٔ شوشتری تبدیل شده‌است.
۲۸- ترانه ای حمومی
این ترانه در دستگاه همایون گوشه شوشتری نواخته می‌شود و از قطعاتی است که به هنگام عروسی برای داماد خوانده می‌شود.
۲۹- ترانه سلام بر علی صلوات بر محمد
این قطعه در موسیقی مذهبی شوشتر جای دارد و در تمامی اعیاد مذهبی خوانده می‌شود.
۳۰- ترانه دایه
دایه به معنای مادر است این قطعه نیز در وصف مادر و اهمیت ایشان در زندگی سروده شده‌است.
۳۱- ترانه یا تصنیف شو همه شو
این ترانه در دستگاه سه‌گاه خوانده می‌شود و مرحوم کاظم مهرپور و خانواده آن را به‌خوبی اجرا کردهاند.
۳۲- ترانه سرم زبی کُلَهی
از ترانه‌های معروف شوشتری است که از شکسته ماهور آغاز می‌شود.
۳۳- تصنیف یا ترانه دندون طلویی
از ترانه‌های قدیمی است که در دستگاه ماهور اجرا می‌گردد.
۳۴- نوحه شام غریبان
این نوجه که از نوحه‌های قدیمی شوشتراست و در دستگاه ماهور اجرا می‌گردد.